# Gaspar de Carvajal
Gaspar de Carvajal (Trujillo, 1500 – Lima, 1584) è stato un missionario dominicano spagnolo conosciuto per i suoi viaggi in Sudamerica.
Dopo l'entrata nell'Ordine dominicano spagnolo, egli si mise al servizio del Perù nel 1533, dedicandosi al rapporto con gli Indios. Nel 1540 egli divenne il cappellano nella spedizione di Gonzalo Pizarro, governatore di Quito, che era alla ricerca de La Canela, la cosiddetta "Terra della cannella".
La spedizione attraversò le Ande e arrivò nella Foresta Amazzonica, territorio inospitale e privo di approvvigionamenti. Qui Gonzalo Pizarro ordinò al suo vice, Francisco de Orellana, di seguire il fiume Napo, nell'intento di trovare la sua sorgente. La speranza era che questi uomini fossero in grado di riportare delle provviste al gruppo con l'imbarcazione con la quale erano partiti. Orellana raggiunse la confluenza tra il Napo e il Trinidad, ma non trovò le provviste necessarie.
Così, impossibilitato a tornare indietro a causa della corrente, scese tutto il Rio delle Amazzoni e raggiunse la sua foce nel 1542. Carvajal seguì tutto il viaggio di Orellana e ne scrisse il diario nell'opera Relaciòn del nuevo descubrimiento del famoso rìo Grande que descubriò por muy gran ventura el capitán Francisco de Orellana.